# Хаген, Николас
Николас Джордж Хаген Годой (исп. Nicholas George Hagen Godoy; 2 августа 1996, Гватемала) — гватемальский футболист, вратарь американского клуба «Коламбус Крю» и сборной Гватемалы.

## Биография

### Клубная карьера
Начинал свою карьеру в гватемальском клубе «Мунисипаль», с которым дважды становился чемпионом страны.
В сентябре 2020 года голкипер покинул родину и перебрался в Азербайджан, где подписал контракт с коллективом Премьер-лиги «Сабаил». Его новая команда моментально стала популярной в Гватемале: после его перехода местные болельщики в инстаграм создали страница местных фанатов «Сабаила».
30 июля 2021 года Хаген подписал двухлетний контракт с норвежским клубом «Хам-Кам».
Летом 2023 года перешёл в клуб израильской Премьер-лиги «Бней Сахнин».
21 декабря 2023 года Хаген на правах свободного агента подписал контракт с американским клубом «Коламбус Крю» на сезон MLS 2024 с опциями продления до конца сезона 2026. 17 марта 2024 года вышел в стартовом составе «Коламбус Крю 2» в матче первого тура сезона MLS Next Pro против «Нью-Йорк Ред Буллз II». За первую команду «Крю» дебютировал 14 апреля в матче против «Реал Солт-Лейк», заменив травмированного Эвана Буша на 35-й минуте.

### Карьера в сборной
Николас Хаген выступал за юношескую и молодёжную сборные Гватемалы. За главную национальную команду страны он дебютировал 8 августа 2018 года в товарищеском матче против Кубы (1:0). В июле 2021 года голкипер был основным стражем ворот гватемальцев на Золотом кубке КОНКАКАФ в США. Был включён в состав сборной на Золотой кубок КОНКАКАФ 2023.

## Достижения
- Чемпион Гватемалы (2): 2017 (клаусура), 2019 (апертура)